# Xavier Rius Tejedor
Xavier Rius Tejedor (Barcelona, 1963), anteriormente llamado Xavier Tejedor Rius, y más conocido como Xavier Rius, es un periodista español, director del diario digital E-notícies. Ha sido redactor de La Vanguardia en Barcelona y Madrid, jefe de sección del diario El Mundo y cofundador de E-notícies. Ha colaborado en medios de comunicación como Catalunya Ràdio, RAC1, COM Ràdio, Ràdio 4, Canal Català, Barcelona TV y Badalona TV.

## Biografía
Xavier Tejedor Rius estudió Ciencias de la información en la Universidad Autónoma de Barcelona y en el Centro Universitario de Formación de Periodistas de Estrasburgo.
Desde 1984 hasta 1995, trabajó en las redacciones de La Vanguardia, tanto en la de Barcelona como la de Madrid, donde solo fue redactor. Con su nombre Xavier Tejedor Rius escribía principalmente sobre temas de políticas de defensa o interior. En 1991 decidió cambiar el orden de los apellidos y firmar exclusivamente con el apellido materno, como Xavier Rius, hecho que provocó la confusión con otra autor, Xavier Rius Sant, que escribía como Xavier Rius, desde hacía años, en la prensa y era autor de varios libros de las mismas temáticas. En 1995 abandonó el diario del conde de Godó y fichó por El Mundo, donde fue jefe de sección de la edición barcelonesa del diario de 1995 hasta 1999. En 2000, junto con Eloi Martín, decide fundar el diario digital E-notícies, del cual hoy es el director.

## Críticas
En 2015, el Tribunal Supremo condenó E-notícies a pagar 20.000 euros a Carles Quíez por intromisión ilegítima del derecho a la intimidad.
A principios del año 2006 surgió E-bruticies, para atacar las informaciones que publicaba el diario. E-notícies lo denunció y el portal fue retirado en agosto del mismo año.
El 26 de junio de 2018, fue reprendido públicamente por la Generalitat y posteriormente por diversos grupos políticos tras los comentarios que dichas organizaciones tildaron de machistas durante la rueda de prensa que realizaba la portavoz del Govern, Elsa Artadi, cuando le preguntó quién había dado su apoyo al proceso independentista además de "aquella actriz de las tetas grandes, sí, la de las tetas, Pamela Anderson".

## Obras
- Contra la Barcelona progre (2011)[10]